# Mine, Yamaguchi
Mine (美禰市 Mỹ Nễ thị) là một thành phố thuộc tỉnh Yamaguchi, Nhật Bản.